# Powiat Vyškov
Powiat Vyškov (czes. Okres Vyškov) – powiat w Czechach, w kraju południowomorawskim.
Jego siedziba znajduje się w mieście Vyškov. Powierzchnia powiatu wynosi 888,71 km², zamieszkuje go 86 851 osób (gęstość zaludnienia wynosi 97,81 mieszkańców na 1 km²). Powiat ten liczy 81 miejscowości, w tym 5 miast.
Od 1 stycznia 2003 powiaty nie są już jednostką podziału administracyjnego Czech. Podział na powiaty zachowały jednak sądy, policja i niektóre inne urzędy państwowe. Został on również zachowany dla celów statystycznych.

## Struktura powierzchni
Według danych z 31 grudnia 2003 powiat ma obszar 888,71 km², w tym:
- użytki rolne – 54,73%, w tym 91,51% gruntów ornych
- inne – 45,27%, w tym 76,1% lasów
- liczba gospodarstw rolnych: 306

## Demografia
Dane z 31 grudnia 2003:
| Opis        | Ogółem | Kobiety       | Mężczyźni     |
| ----------- | ------ | ------------- | ------------- |
| populacja   | 86 851 | 44 236 50,93% | 42 615 49,07% |
| średni wiek | 38,5   | 40,72         | 37,62         |

- gęstość zaludnienia: 97,81 mieszk./km²
- 48,92% ludności powiatu mieszka w miastach.

## Zatrudnienie
| Mieszkańcy ze stałym zatrudnieniem | 17 158       |
| Średnia pensja miesięczna          | 13 684 koron |
| Bezrobotni                         | 4628         |
| Stopa bezrobocia                   | 10,47%       |

## Szkolnictwo
W powiecie Vyškov działają:
| Rodzaj szkoły                   | Liczba szkół |
| ------------------------------- | ------------ |
| Przedszkola                     | 69           |
| Szkoły podstawowe               | 49           |
| Gimnazja                        | 2            |
| Szkoły średnie techniczne       | 7            |
| Szkoły średnie ogólnokształcące | 4            |
| Szkoły wyższe                   | 1            |

## Służba zdrowia
| Lekarze                               | 250 |
| Szpitale                              | 1   |
| Specjalistyczne ośrodki terapeutyczne | –   |
| Gabinety dentystyczne                 | 38  |
| Apteki                                | 12  |